# Bliżyn
Bliżyn – wieś w Polsce, położona w województwie świętokrzyskim, w powiecie skarżyskim, nad rzeką Kamienna. Siedziba gminy Bliżyn licząca w 2012 r. 1785 mieszkańców. Przez Bliżyn przebiega droga krajowa 42 i linia kolejowa 25 ze Skarżyska-Kamiennej do Tomaszowa Mazowieckiego.
Wieś jest siedzibą rzymskokatolickiej parafii św. Ludwika w Bliżynie.

## Integralne części wsi
| SIMC    | Nazwa              | Rodzaj    |
| ------- | ------------------ | --------- |
| 0228200 | Biadaczek          | część wsi |
| 0228217 | Bliżyn Zafabryczny | część wsi |
| 0228223 | Henryków           | część wsi |
| 0228230 | Planty             | część wsi |
| 0228246 | Plecionki          | część wsi |
| 0228252 | Stalownia          | część wsi |
| 0228269 | Za Koleją          | część wsi |

W latach 1954–1972 wieś należała i była siedzibą władz gromady Bliżyn.

## Turystyka i przyroda
Bliżyn, mający w przeszłości charakter osady przemysłowej, pełni obecnie funkcje gminnego centrum administracyjnego, handlowego i usługowego. Miejscowość, malowniczo położona w dolinie rzeki Kamiennej, w strefie ochronnej Suchedniowsko-Oblęgorskiego Parku Krajobrazowego, między dużymi kompleksami leśnymi – Puszczą Świętokrzyską i Lasami Majdowsko-Niekłańskimi – posiada także walory rekreacyjne. Jest punktem startowym zielonego szlaku turystycznego prowadzącego do Zagnańska i czarnego szlaku turystycznego prowadzącego do Sołtykowa. Przez Bliżyn prowadzi także Piekielny Szlak.
W lasach otaczających Bliżyn położonych jest kilka rezerwatów przyrodniczych – m.in. 50-hektarowy rezerwat Świnia Góra, chroniący fragment lasu o pierwotnym charakterze. W 2005 r. w Puszczy Świętokrzyskiej osiedliła się wataha wilków, chronionych ssaków drapieżnych.
W Bliżynie znajduje się prywatne muzeum Domek Tkaczki.
W maju 2002 r. w czasie wielkiej powodzi doszło do wielu szkód, m.in. przerwania tamy zalewu oraz zerwania wiaduktu kolejowego w miejscowości Wołów na terenie gminy. Zalew odbudowano, na przełomie lutego i marca 2012 r. powiększony zbiornik napełniono wodą, a jego otwarcie nastąpiło w czerwcu 2012 r.

## Historia
Pierwsza wzmianka o Bliżynie (Blizinie) pochodzi z kronik Długosza z 1410 r., wówczas to Władysław Jagiełło nocował w Bliżynie (u Długosza „Blisziny”) w nocy z 21 na 22 czerwca w drodze pod Grunwald. Z okazji 600 tego wydarzenia w Bliżynie powstał pomnik Jagiełły, niedaleko urzędu gminy.
Wieś była jedną z miejscowości należących do Zagłębia Staropolskiego. Na początku XVI w. powstały w Bliżynie pierwsze kuźnice. W XVIII wieku funkcjonowały tu trzy dymarki dające rocznie 1500 cetnarów żelaza.
Prywatna wieś szlachecka Blizin, położona była w drugiej połowie XVI wieku w powiecie opoczyńskim województwa sandomierskiego. W okresie XVI wieku wieś należała do rodu Karwickich wraz z Karwicami. W 1577 pobór płacił Stanisław Karwicki – starosta latowicki, od 2 ½ łana kmiecego.
W wieku XIX Bliżyn opisano jako wieś nad rzeką Kużniczką, w powiecie koneckim, gminie Blizin, parafii Odrowąż. W drugiej połowie XIX wieku istniał tu wielki piec, fryszerka, kuźnica. Kościół filialny podlegał parafii Odrowąż. Wieś była siedzibą urzędu gminny. Według spisu miast, wsi, osad Królestwa Polskiego z 1827 r. było tu 18 domów i 150 mieszkańców. Około 1880, 34 domostwa. Gmina Bliżyn należała do sądu gminnego okręgu II w Chlewiskach, stacja pocztowa była w Suchedniowie.
W 1841 Bliżyn był własnością Wielogłowskich. Posiadał wielki piec, 16 warsztatów ręcznych i 5 fryszerek dostarczających w sumie 10000 cetnarów surowego i 6000 cetnarów kutego żelaza. Fabryki rozwinęły się właściwie pod rządami hrabiostwa Platerów a ich rozkwit trwał do 1905.

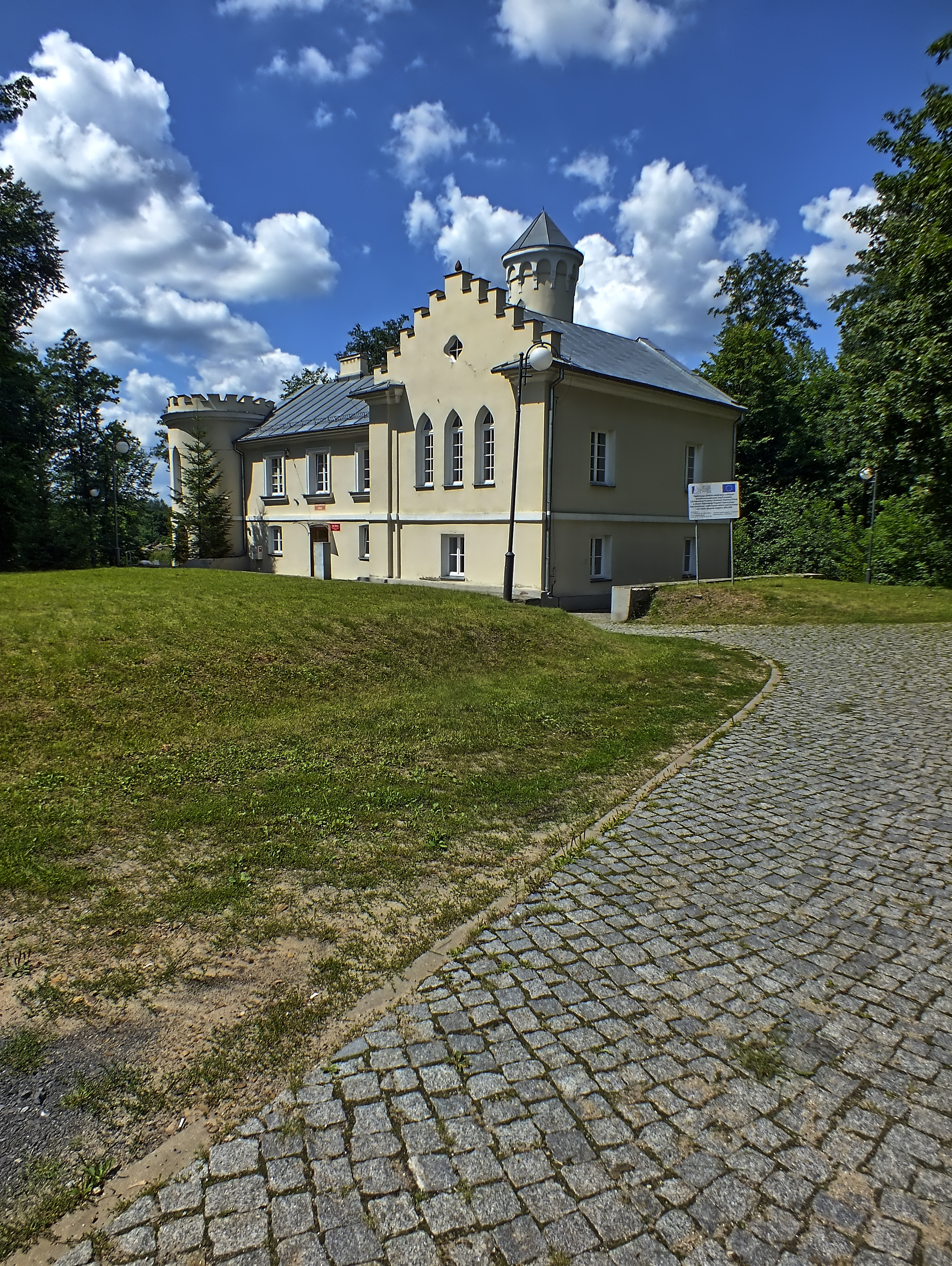
Oficyna, tzw. „Zameczek”, obecnie Gminny Ośrodek Kultury w Bliżynie

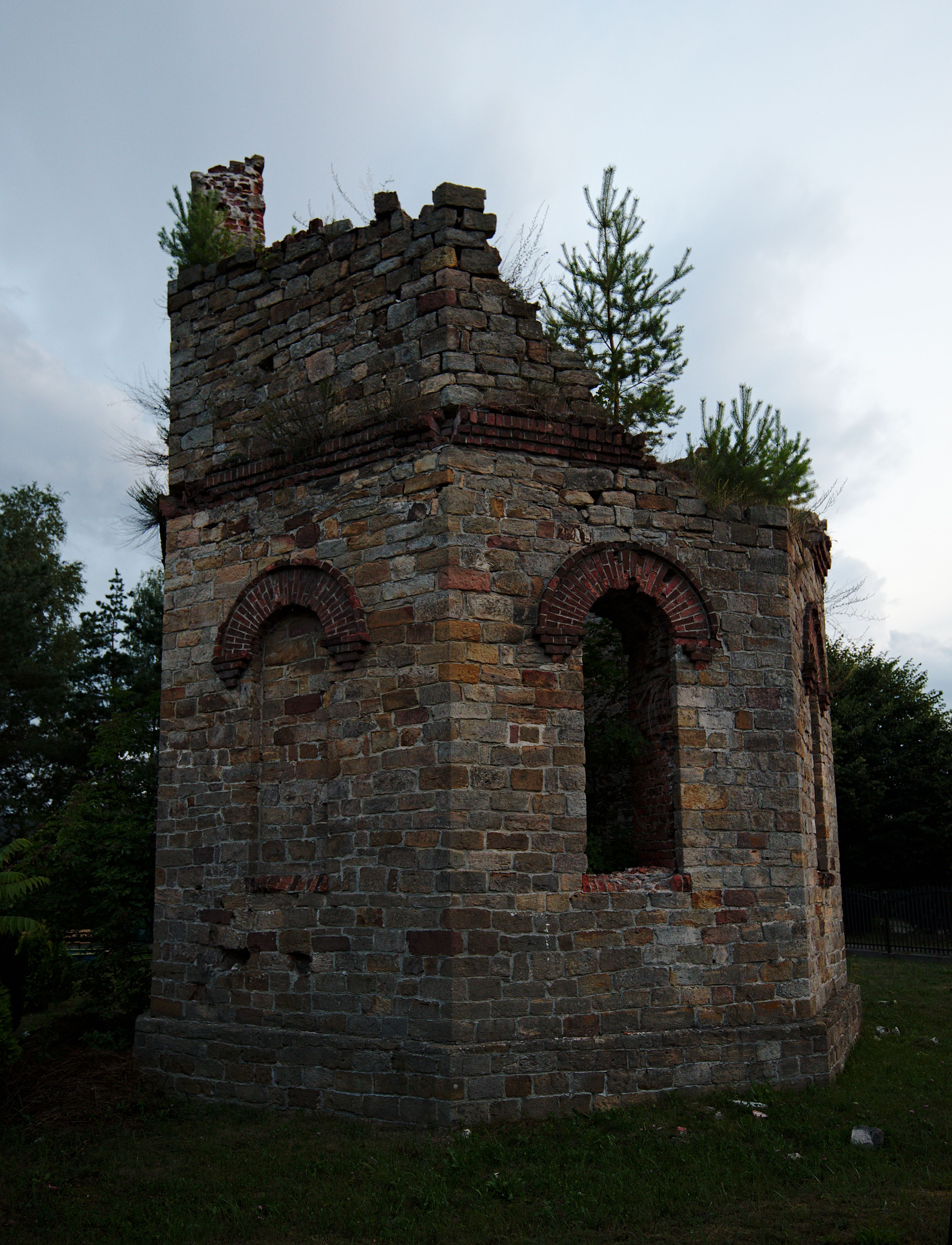
Ruiny wieży ciśnień w Bliżynie

Bliżyn jest znany także jako miejsce, gdzie jedynie w okręgu doszło do ciągłości wydobywania węgla przy urobku rudy. Miało to miejsce w kopalni „Piekło”. Furta wynosiła 0,55 m, w stropie piaskowiec, w spągu łupek szary, pokład w dwóch warstewkach bardzo zanieczyszczonych przerostami. W latach 1916 i 1917 wydobyto i wysłano koleją ogółem 750 ton tego węgla.
Podczas II wojny światowej, na terenie fabryki farb i lakierów, znajdował się tu niemiecki obóz dla jeńców radzieckich, przekształcony w obóz pracy przymusowej (podobóz obozu koncentracyjnego w Majdanku).
W Bliżynie w 1942 r. Niemcy utworzyli obóz jeńców radzieckich. Po wymordowaniu ok. 8500 osób od marca 1943 r. w obozie pracy przymusowej zaczęto osadzać więźniów cywilnych, Żydów i Polaków. W 1943 r. więziono przeciętnie ok. 5000 osób, w tym ok. 4000 pochodzenia żydowskiego. Więźniów zatrudniano w pobliskich kamieniołomach i na terenie obozu w warsztatach branży odzieżowo-obuwniczej. Od marca 1943 r. do czasu przekazania obozu Majdankowi komendantem Bliżyna był SS-Untersturmführer Paul Nell. Obóz został zamknięty w roku 1944 po przekazaniu więźniów do KL Majdanek.

## Zabytki
Do rejestru zabytków nieruchomych zostały wpisane obiekty:
- parafialny kościół pw. św. Ludwika z lat 1896–1900 (nr rej.: A.271 z 27.04.2009),
- drewniany, filialny kościół pw. św. Zofii, dawna kaplica dworska z 1818 r. (nr rej.: A.791/1 z 23.03.1957 i z 15.06.1967),
- cmentarz rodowy przy kościele z 2 połowy XIX w. wraz z murowanym ogrodzeniem z 3 ćw. XIX w. (nr rej.: A.791/2-3 z25.05.2012),
- pozostałości zespołu pałacowego (nr rej.: A.792/1-2 z 11.12.1957 i z 7.03.2013):
  - oficyna „zameczek neogotycki” z 1 połowy XIX w.; od 1976 siedziba Gminnego Ośrodka Kultury w Bliżynie,
  - pozostałości parku.

Poza rejestrem
- Wieża ciśnień pozostała po odlewni żeliwa „Ludwików” z XIX wieku[22][23]

## Urodzeni

"Muzeum
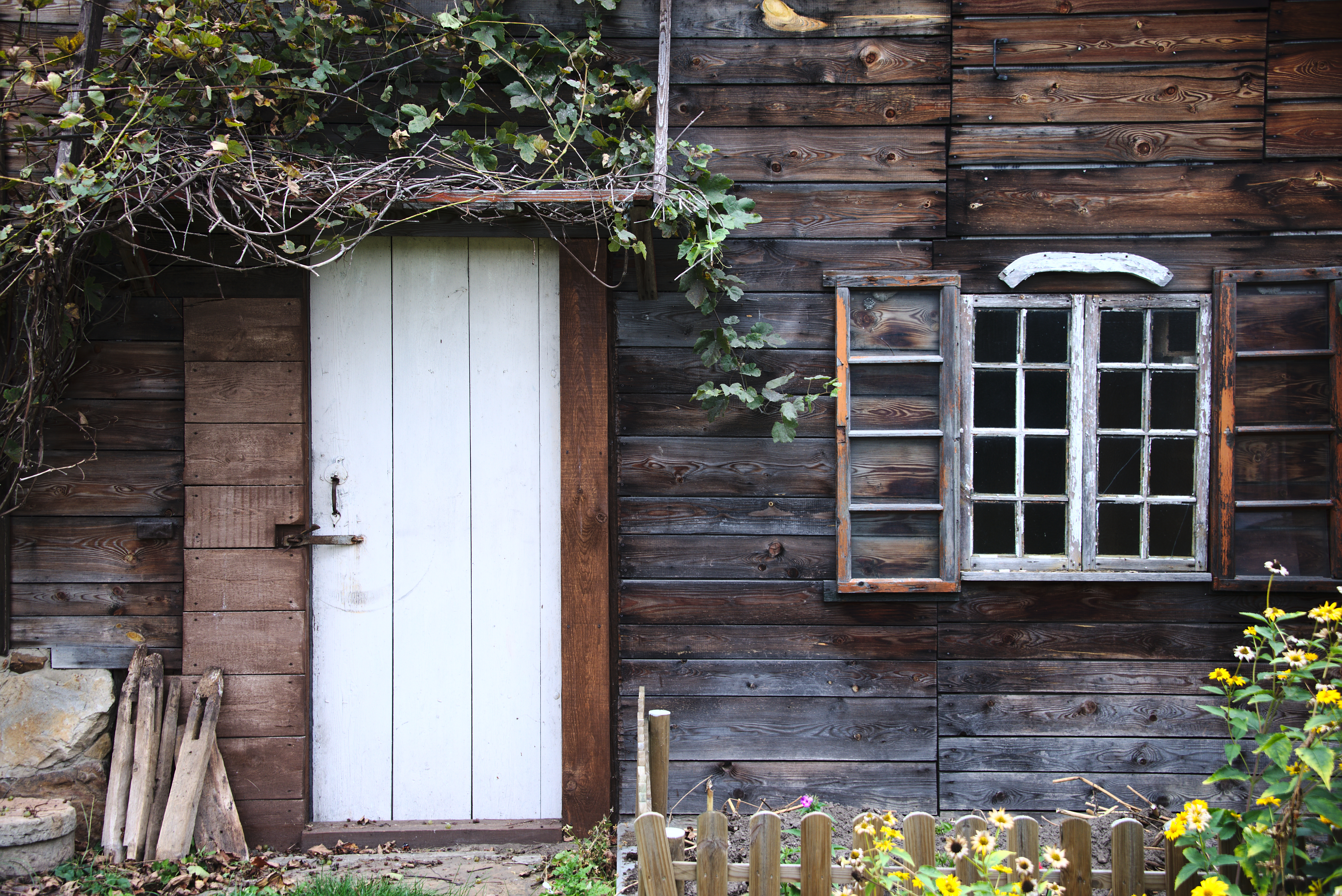
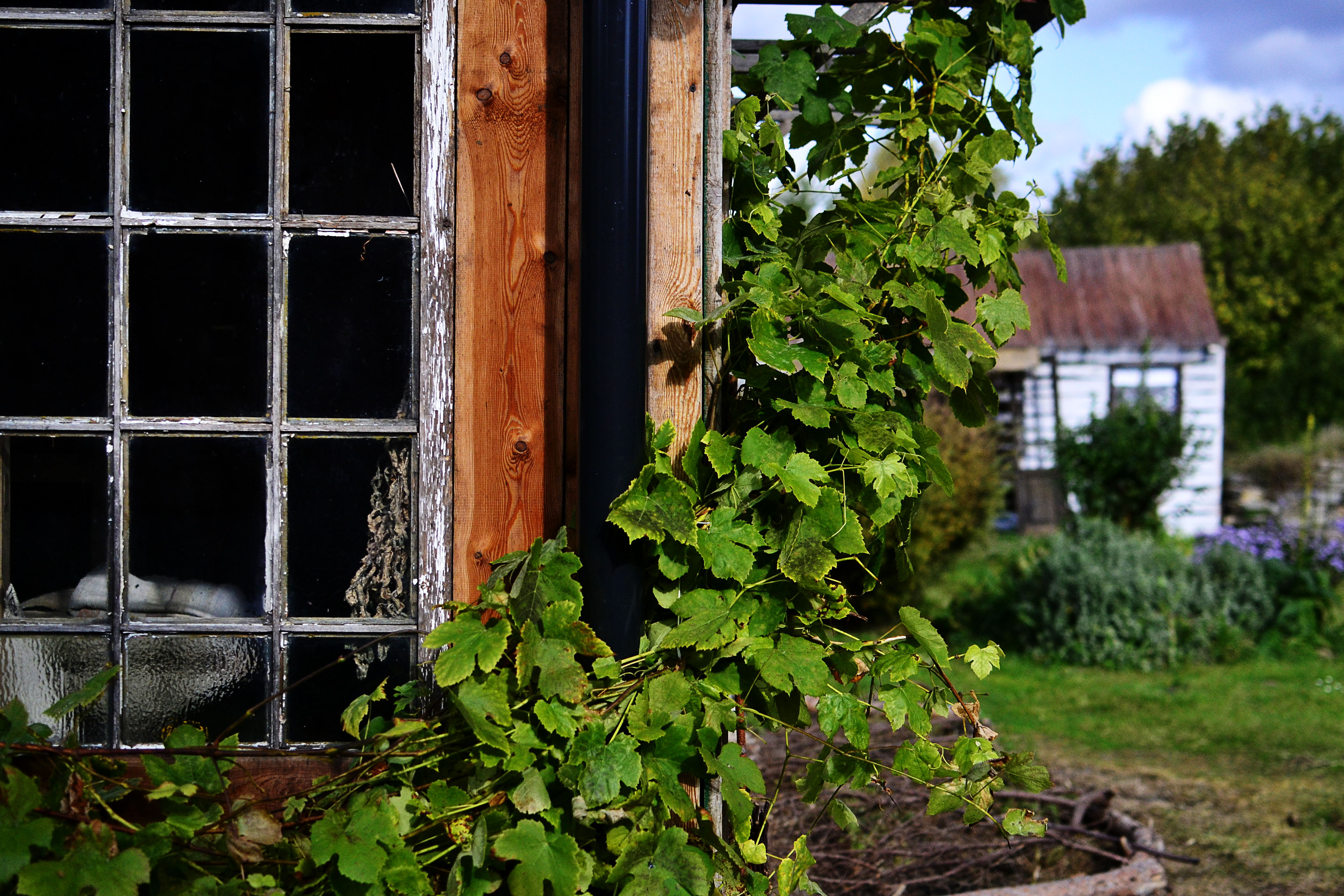
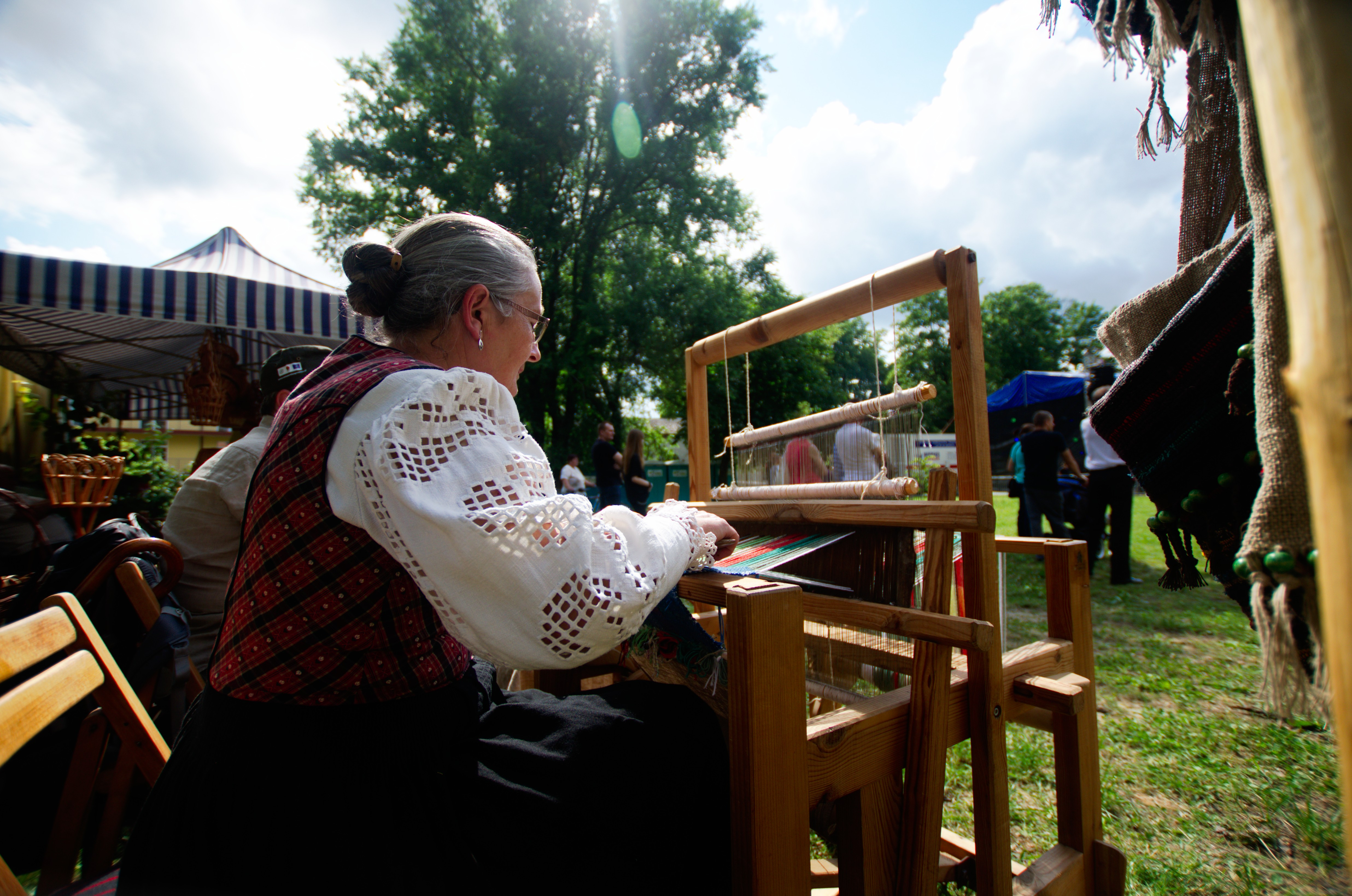
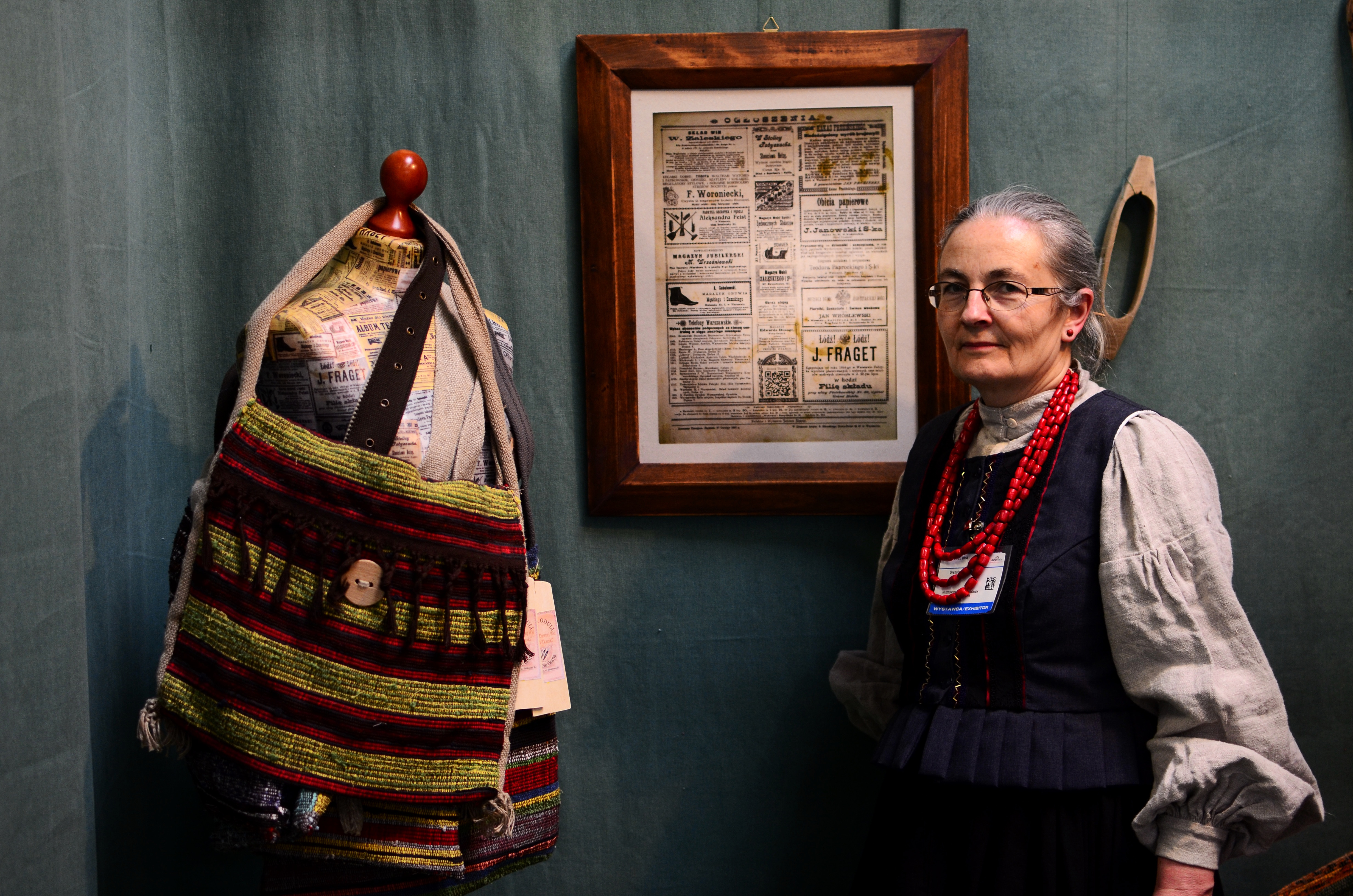